# Horst Gebauer
Horst Gebauer (* 29. August 1913 in Danzig; † 30. Oktober 1978) war ein deutscher Jurist und Kommunalpolitiker. Von 1952 bis 1976 war er Bürgermeister (ab 1971: Oberbürgermeister) der rheinland-pfälzischen Stadt Bingen.

## Leben
Gebauer wurde als Sohn einer aus Schlesien stammenden Familie geboren. Er wuchs in Breslau auf und besuchte dort die Volksschule und das St.-Matthias-Gymnasium. Im Anschluss an das Abitur nahm er ein Studium der Rechts- und Staatswissenschaften auf. Sein Referendariat verbrachte er in Zobten am Berge und Breslau. Schließlich bereitete er sich am Oberlandesgericht in Breslau seine Promotion im Fach Rechtswissenschaften vor. 
1939 wurde Gebauers berufliche Karriere durch seine Einberufung in die Wehrmacht unterbrochen, bei der er im Range eines Hauptmanns und als Kommandeur der Artillerie diente. Während des Krieges gegen die Sowjetunion wurde er verwundet und geriet in Kriegsgefangenschaft. 1946 kehrte er nach Deutschland zurück und arbeitete zunächst in Heidelberg und Mannheim als Rechtsanwalt. Bei der Kommunalwahl am 1. Juli 1952 wurde er zum Bürgermeister der Stadt Bingen am Rhein gewählt und am 25. Juni 1964 in seinem Amt bestätigt. In seine Amtszeit fallen der Wiederaufbau der Stadt, umfassender Wohnungsbau, die Ansiedlung von Industrieunternehmen, der Bau eines neuen Krankenhauses und die Eingemeindung umliegender Orte im Zuge der kommunalen Neuordnung in Rheinland-Pfalz.

## Auszeichnungen
Gebauer wurde bei seinem Ausscheiden aus dem Amt des Oberbürgermeisters am 16. Juli 1976 zum Ehrenbürger der Stadt Bingen ernannt. Unterhalb des Rochusberges wurde eine Straße nach ihm benannt.